# Anonymous (bevægelse)
 For alternative betydninger, se Anonymous. (Se også artikler, som begynder med Anonymous)
Anonymous (brugt som utælleligt navneord) er navnet på en internetbaseret bevægelse, hvis formål er at kæmpe for ytringsfrihed og mod censur og misbrug af nettet. Gruppen har oprindelse i 4chan, som blev oprettet i 2003, og det meste kommunikation medlemmerne imellem foregår stadig på siden. Gruppen er særligt kendt for sin modstand mod Scientology-kirken og for sin støtte til Wikileaks og The Pirate Bay. Gruppens medlemmer kaldes for Anons (ental: Anon) og benytter ofte DDoS til at blokere adgang til hjemmesider, der er imod deres holdninger og principper. 
Det specielle ved gruppen er, at den opererer på et fuldkommen anarkistisk grundlag, og der er derfor intet hierarki eller nogen ledere, ligesom der heller ingen krav er for at være med i Anonymous. Alle der ønsker det, er med i Anonymous. Dette kan og har ført til uenigheder i gruppen, hvor flere parter har offentliggjort modsigende meddelelser grundet deres uenighed om emnet. Lige nu hjælper de med at hacke IS (Islamisk Stat)

## Historie
Anonymous (De Anonyme) begyndte på image-boardet 4chan på underafdelingen /b/. I starten var det en mindre gruppe brugere af sitet, som havde det sjovt på andres bekostning. Dette kunne ske, ved at en anonym bruger skrev et opslag til alle andre, der opfordrede folk til at besøge det online RPG-spil Habbo for at klæde sig ud i det samme tøj og stille sig op i hagekors..
Den 10. Februar 2008 holdt Anonymous sin første officielle demonstration mod Scientology-kirken. Det skete parallelt med angreb på Scientologys hjemmeside. Angrebet begyndte, efter at en hemmelig video, hvori Tom Cruise redegjorde for sit syn på Scientology, blev lagt på nettet. Påståede overgreb begået af Scientology-kirken var en af hovedårsagerne til, at Anonymous blev til en mere politisk gruppe.
Anonymous var efter angrebet på Scientology-kirken i 2008 blevet til en mere splittet gruppe. Nogle mente, at Anonymous skulle være betegnelsen for det, den altid havde været, en gruppe uden videre politiske formål eller mærkesager, hvorimod nogle mente, at dette kunne føre til noget langt større. Denne del af gruppen har kun det formål at irritere folk så meget, at de bliver sure, så personerne bag handlingerne kan få et godt grin.
I december 2010 iværksatte Anonymous et netangreb "Operation Payback". Dette DdoS-angreb blev iværksat mod en række finansielle virksomheder, som nægtede at håndtere betalinger til Wikileaks og Julian Assange. MasterCard og VISA blev spærret af angrebet i flere timer, efter at selskaberne havde brudt alle forbindelser med Wikileaks. Hjemmesiden til den svenske anklagemyndighed blev også angrebet, da Julian Assange blev anklaget for voldtægt i Sverige.
Den 12. juli blev der lækket 90.000 e-mails og kodeord fra militæret, som Anonymous skulle have anskaffet sig ved at hacke en server hos virksomheden Booz Allen Hamilton, der rådgiver det amerikanske efterretningsvæsen og militær. Den 11. november 2011 hackede Anonymous-medlemmer det Det Muslimske Broderskabs hjemmeside.
Den 16. april 2011 benyttede Anonymous sig også af DDoS-angreb mod Sony for at distrahere dem, så de kunne stjæle informationer på kunderne såsom e-mails og forskellige andre kontooplysninger.
Den 21. juli 2011 blev 14 hackere fra Anonymous arresteret af FBI efter gruppens angreb i december 2010. I juni 2011 blev 32 hackere, der skulle være medlemmer af gruppen, anholdt i Tyrkiet efter angreb på flere af News Corps hjemmesider.
Den 28. juni 2011 blev MasterCards hjemmeside gjort utilgængelig. Anonymous, som igen benyttede sig af DDoS-angreb, tog på Facebook ansvaret. .
Mange af den svenske regerings hjemmesider blev den 5. oktober 2012 angrebet med DDoS i protest over, at de Svenske myndigheder havde lavet en razzia mod PRQ, der hostede blandt andet The Pirate Bay og Wikileaks.
Ovenpå terrorangrebene i Paris november 2015 erklærede Anonymous krig imod Islamisk Stat, en talsmand udtalte i den forbindelse »Anonymous fra hele verden vil jagte jer. I skal vide, at vi finder jer, og at vi ikke vil lade jer slippe, vi indleder den største aktion nogensinde mod jer. Forvent massive cyber-angreb. Der er erklæret krig. Forbered jer.«.

## Kendetegn
Anonymous er kendt for disse ord om sig selv: 

We are Anonymous 

We are Legion 

We do not Forgive 

We do not Forget 

Expect us.
Anonymous bruger Guy Fawkes-masken fra tegneserien/filmen V For Vendetta i videoer, ved demonstrationer og protester. Masken beskytter deres identitet og bevarer deres anonymitet.
Selv om Guy Fawkes-masken er et kendetegn for Anonymous, bruges den i demonstrationer og protester af andre, der ikke har tilknytning til Anonymous.